# Gare de Plénée-Jugon
Gare de Plénée-Jugon vasútállomás Franciaországban, Plénée-Jugon településen.

## Vasútvonalak
Az állomást az alábbi vasútvonalak érintik:
- Párizs–Brest-vasútvonal

## Kapcsolódó állomások
A vasútállomáshoz az alábbi állomások vannak a legközelebb:
- Gare de Broons (Paris Gare Montparnasse, Párizs–Brest-vasútvonal)
- Gare de Plestan (Gare de Brest, Párizs–Brest-vasútvonal)